# Верхівці (Самбірський район)
Ве́рхівці — село в Бісковицькій сільській громаді Самбірського району Львівської області України. Населення становить 1048 осіб.

## Розташування
Через горішній (північний) кінець села проходить Головний європейський вододіл.

## Назва
Інша назва Верхівців — Літеревичі (від Райтаровичі — так село називалось до війни). Назва, можливо, походила від слова рейтари (нім. Reiter — райтер, тобто вершник).

## Історія
За переказами, у селі Райтаровичі жили також нащадки кримських татар, яким польські королі дозволяли селитись у Галичині.
За часів Австро-Угорщини і Польщі Райтаровичі входили до Самбірського повіту. У XIX столітті Верхівці (Райтаровичі) мали офіційний статус торгового містечка Самбірського повіту Королівства Галичини. У 1870-х рр. місцева громада користувалася печаткою з зображенням хлібного снопа. У 1937—1939 рр. Райтаровичі були центром об'єднаної сільської ґміни Самбірського повіту.
За часів СРСР село з 1940 року входило до Старосамбірського району, з 1948 — до Крукеницького району.
Колись у Верхівцях працювали цегельня і спиртзавод, які після приходу радянської влади були ліквідовані та зруйновані.

## Населення
Згідно з переписом УРСР 1989 року чисельність наявного населення села становила 1083 особи, з яких 499 чоловіків та 584 жінки.
За переписом населення України 2001 року в селі мешкало 1040 осіб.

### Мова
Розподіл населення за рідною мовою за даними перепису 2001 року:
| Мова            | Кількість | Відсоток |
| --------------- | --------- | -------- |
| українська      | 1044      | 99.7%    |
| словацька       | 1         | 0.1%     |
| російська       | 1         | 0.1%     |
| інші/не вказали | 1         | 0.1%     |
| Усього          | 1047      | 100%     |